# 에밀리아노 부엔디아
에밀리아노 부엔디아 스타티(스페인어: Emiliano Buendía Stati, 1996년 12월 25일 ~)은 아르헨티나의 축구 선수로 현재 독일 분데스리가의 바이어 레버쿠젠에서 윙어로 뛰고 있다.